# Schindlfurth
Schindlfurth ist ein Gemeindeteil der Gemeinde Haselbach im niederbayerischen Landkreis Straubing-Bogen. 
Die Einöde liegt über zweieinhalb Kilometer Luftlinie südlich des Ortskerns von Haselbach. Man erreicht den Ort über eine einen Kilometer lange Stichstraße, die in Rogendorf in südöstlicher Richtung von der Staatsstraße 2140 abzweigt.

## Einwohnerentwicklung
| Jahr      | 1838 | 1860 | 1871 | 1875 | 1885 | 1900 | 1913 | 1925 | 1950 | 1961 | 1970 | 1987 |
| --------- | ---- | ---- | ---- | ---- | ---- | ---- | ---- | ---- | ---- | ---- | ---- | ---- |
| Einwohner | 10   | 12   | 8    | 7    | 5    | 6    | 7    | 7    | 5    | 4    | 3    | 5    |